# Усадьба бюргера
Усадьба бюргера — комплекс старинных зданий в центре Выборга на углу Прогонной улицы (дом 7а) и улицы Водной Заставы (дом 5), средневековый памятник архитектуры.

## История
Усадьба состоит из трёхэтажного дома горожанина и двухэтажного каретника. От других построек сохранились фундаменты. Точная дата строительства усадьбы неизвестна; предположительно её относят к XVI—XVII векам. Бывший дом богатого горожанина — один из редких примеров древнейшей городской застройки, которая сложилась до перепланировки Выборга, проведённой в 1640-х годах. Поэтому он находится в глубине участка, в отдалении от красной линии Прогонной улицы. Стены здания башенного типа сложены из валунов. Усадьбой владели богатые купцы или ремесленники. Несмотря на то, что здание выглядит внушительно, его внутренние помещения невелики по размерам. Первый этаж дома-крепости занимали склад и мастерская, второй — комната для переговоров и небольшая кухня, а третий занимали спальни. Окна изначально были небольшого размера, но при позднейших перестройках расширены.

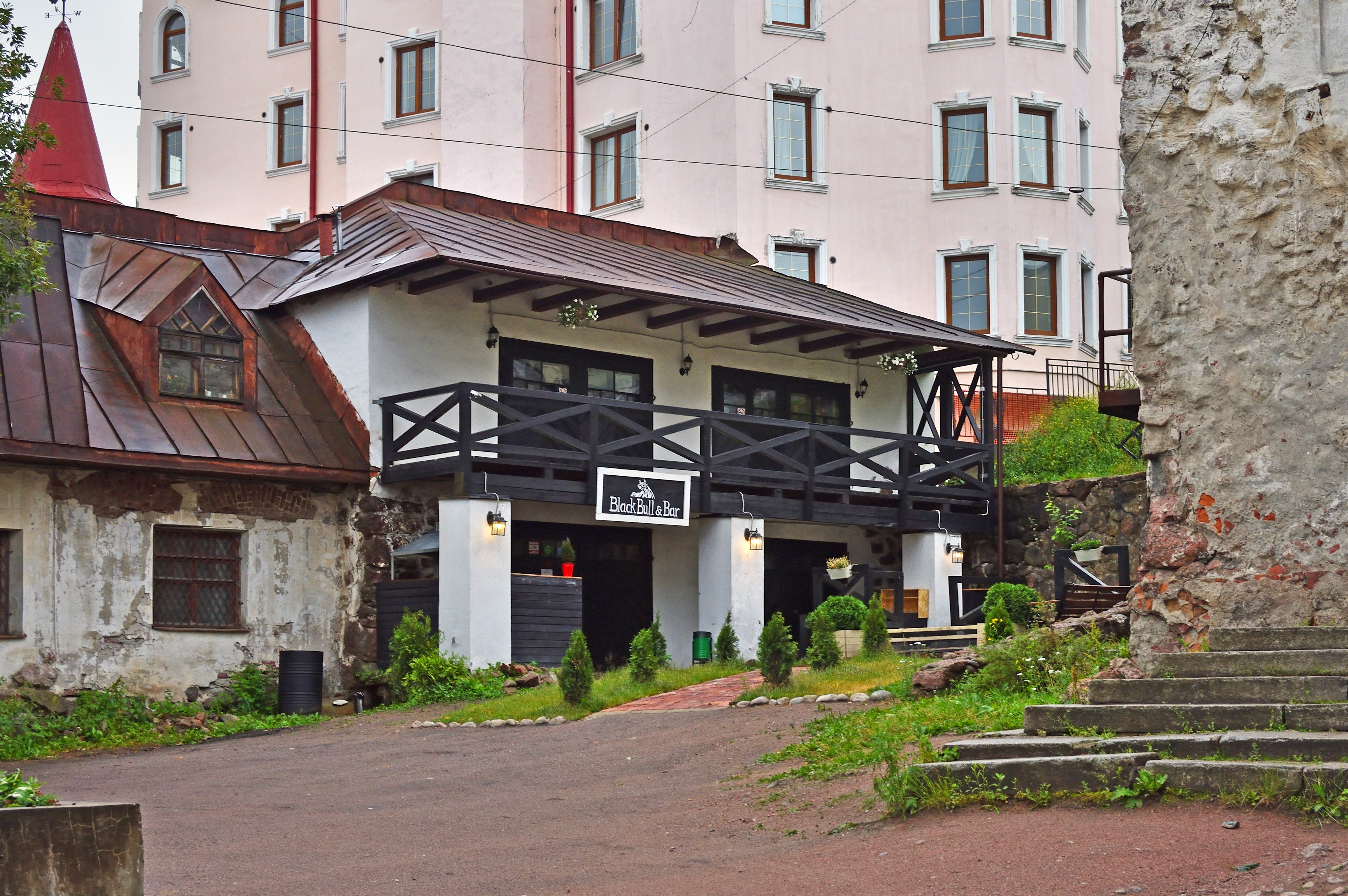
Помещение каретника (ныне ресторан)

В 1979 году по проекту архитектора М. А. Дементьевой проведена реставрация усадьбы с целью стилизации в средневековом духе. В интерьерах воссозданы сводчатые и деревянные перекрытия, отремонтирован камин. Кроме того, реконструирована островерхая кровля, на которой установлен флюгер с годом реставрации. Аналогичным образом был реконструирован средневековый дом купеческой гильдии Святого Духа.
В расположенном рядом с домом горожанина каретнике размещалась конюшня, о чём свидетельствуют ворота с коваными деталями. Второй этаж занимали хозяйственные помещения для хранения сена и инвентаря; широкий балкон, имеющий выход на склон холма, использовался для загрузки инвентаря и фуража.
В настоящее время в усадьбе размещаются информационно-туристский центр с музейной экспозицией и ресторан. Аналогичный дом горожанина на Крепостной улице до сих пор остаётся жилым.